# Kosmodrom Bajkonur
Kosmodrom Bajkonur (kazašsky Байқоңыр ғарыш айлағы, Bayqoñır ğarış aylağı; rusky Космодром Байконур) je kosmodrom (základna pro starty kosmických raket) v Kazachstánu používaný od počátku kosmické éry Sovětským svazem a později Ruskem. Z kosmodromu jsou a v minulosti byly vypouštěny všechny sovětské a ruské pilotované kosmické lodě typů Vostok, Voschod a Sojuz a bezpilotní nákladní kosmické lodě typu Progress, zásobující Mezinárodní vesmírnou stanici. Jsou odsud vypouštěny stacionární telekomunikační družice, sondy k Měsíci a sondy k planetám a část vědeckých, aplikovaných a vojenských umělých družic Země. Používaly nebo používají se k tomu účelu různé typy nosných raket; v současné době (2017) zejména různých modifikací typů Sojuz, Proton a Zenit.

## Historie

### Vznik a uvedení do provozu
Kosmodrom byl vybudován v Kyzylordské a Karagandské oblasti na území Kazašské SSR (nyní Republika Kazachstán) mezi sídly Kazaly a Žosaly na základě rozhodnutí vlády SSSR č. 292-181 ze dne 12. února 1955 jako 5. Naučno-issledovatělskij ispytatělnyj poligon (5-NIIP, 5й Научно-исследовательский испытательный полигон, 5-НИИП) Ministerstva obrany SSSR pro zkoušky balistických raket.
Do té doby pro pokusy s raketami sloužila vojenská střelnice (nyní Kosmodrom Kapustin Jar), která k pokusům vícestupňových raket vyvíjenými týmem Koroljova nedostačovala. Proto maršál dělostřelectva Mitrofan Nědělin rozhodl postavit základnu větší. Výstavbu nové základny dostal na starost generál ženijního vojska Georgij Maximovič Šubnikov. Na budoucí staveniště se dostal s prvními spolupracovníky již 12. ledna 1955. Železniční vagóny jim sloužily jako dílny i obydlí.
Organizační struktura vojenské správy střelnice byla stanovena direktivou Generálního štábu ozbrojených sil SSSR ze dne 2. června 1955; tento den byl později rozkazem ministra obrany SSSR č. 00105 ze dne 3. srpna 1960 oficiálně označen za datum zřízení kosmodromu. Správou kosmodromu byla pověřena raketová vojska RVSN (Raketnyje vojska stratěgičeskogo naznačenija, Ракетные войска стратегического назначения), později rampy pro kosmické nosiče spravovaly VKS (Vojenno-kosmičeskije sily, Военно-космические силы).
První úspěšný start balistické rakety z kosmodromu se uskutečnil 3. srpna 1957. Od 4. října 1957, kdy odtud byla vypuštěna první umělá družice Země Sputnik 1, je používán i pro kosmické starty. V západním tisku byl často nazýván Tjura-Tam podle blízké železniční stanice. Původní vesnice Bajkonur (kazašsky Bajkonyr) leží asi 320 km severovýchodně od kosmodromu; její jméno bylo pro kosmodrom použito kvůli utajení jeho skutečné polohy.
Oficiální narozeniny kosmodromu Bajkonur jsou stanoveny na 2. června 1955, kdy byla příkazem generálního štábu ustavena organizace Pátého výzkumného a zkušebního prostoru a bylo vytvořeno ředitelství cvičiště - vojenská jednotka 11284. Na začátku výcviku a vypouštění bylo na cvičišti 527 inženýrů a 237 techniků, celkový počet vojenského personálu byl 3600 lidí.

### Vojenské tajemství
Raketový kosmodrom Tjura-Tam patřil mezi přísně střežená a tajená místa. V roce 1956 jeho stavbu sice prokázaly snímky z amerického špionážního letadla U-2, ale souřadnice Sověti tajili dál. Po Gagarinově letu požádal SSSR Mezinárodní leteckou federaci (FAI) o uznání rekordního letu a uvedl, že startoval z Kosmodromu Bajkonur. Na mapě této oblasti byla zakreslena jen vesnice Bajkonur, jinak zde byl trestanecký tábor, a tak se Sověti rozhodli uvést vzdálenou vesnici jako místo startu rakety.
Při návštěvě francouzského prezidenta Charlese de Gaulla byla instalována před budovami základny s původním označením Ploščadka 10 nová tabule s označením Zvezdograd a později, 29. ledna 1958 bylo městečko u základny pojmenováno Leninsk.

### Po rozpadu SSSR
Po rozpadu SSSR v roce 1993 přešel kosmodrom do vlastnictví nově vzniklého samostatného státu Kazachstán, ale po složitých jednáních byla 4. ledna 1994 podepsána dvoustranná mezivládní dohoda o dlouhodobém pronájmu kosmodromu Ruské federaci na dobu nejméně 20 roků za 115 mil. USD ročně.
VKS v roce 1996 přešly zpět do RVSN. V roce 1999 bylo rozhodnutím ruské vlády zřízeno středisko FGUP Federalnyj kosmičeskij centr „Bajkonur“ (ФГУП Федеральный космический центр „Байконур“) a v souvislosti s tím přebrala postupně rampy do své péče ruská kosmická agentura RAKA (Rossijskoje aviacionno-kosmičeskoje agentstvo, Российское авиационно-космическое агентство, РАКА), nyní Státní korporace pro kosmické aktivity Roskosmos.
V roce 2001 byly vytvořeny KVRF (Kosmičeskije vojska Rossijskoj federacii, Космические войска Российской федерации, КВ РФ), kterým podléhá vojenská část kosmodromu. Současný oficiální název je 5. Gosudarstvennyj ispytatělnyj kosmodrom (5-GIK, 5й Государственный испытательный космодром, 5-ГИК) Ministerstva obrany Ruské federace.
Dne 9. ledna 2004 podepsali ruský prezident V. Putin a kazašský prezident N. Nazarbajev dohodu o prodloužení pronájmu do roku 2050 (smlouva byla ratifikována ruskou Dumou 25. května 2005). Parlament Kazachstánu ratifikoval smlouvu v březnu 2010.
V lednu 2005 byla zřízená společná kazašsko-ruská společnost „Bajterek“ pro komerční zajišťování startů nosných raket typu Angara.

## Struktura

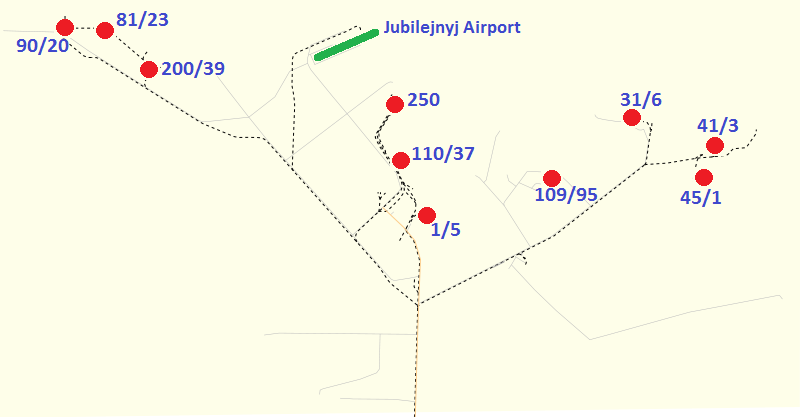
Hlavní odpalovací rampy na kosmodromu Bajkonur

Vlastní kosmodrom (bez pádových oblastí stupňů ve střeleckém sektoru) zabírá plochu 6717 km2. Nachází se zde 15 ramp 9 typů pro vypouštění kosmických nosičů, 4 rampy pro vypouštění mezikontinentálních balistických raket, 11 montážních budov MIK (montažno-ispytatělnyj korpus) se 34 halami pro přípravu nosných raket a družic a sond, 3 tankovací stanice pro plnění nádrží kosmických těles kapalnými pohonnými látkami a stlačenými plyny, sledovací stanice s výpočetním střediskem pro zajišťování vzletu raket, stanice pro zkapalňování vzduchu pro výrobu kapalného kyslíku a dusíku (kapacita 300 t/den), tepelná elektrárna s výkonem 60 MW, energovlak s výkonem 72 MW, 2 letiště („Krajnyj“ a „Jubilejnyj“, kde byla přistávací dráha sovětského raketoplánu Buran, 470 km železničních tratí (z toho 40 km speciálního rozchodu), 1281 km silnic, 6610 km elektrorozvodné sítě, 2784 km spojové sítě a hangár, kde byl uložen raketoplán Buran.
| Rampa  | Nosiče                                                 | První start        | Poslední start     | Stav      |
| ------ | ------------------------------------------------------ | ------------------ | ------------------ | --------- |
| 1/5    | R-7, Vostok, Voschod, Molnija, Sojuz                   | 15. května 1957    | 25. září 2019      | neaktivní |
| 31/6   | R-7A, Vostok, Voschod, Poljot, Molnija, Sojuz, Sojuz 2 | 14. ledna 1961     | 22. srpna 2019~    | aktivní   |
| 41/3   | R-16                                                   | 24. října 1960     | 12. prosince 1967  | zničena   |
| 41/4   | R-16                                                   | 2. února 1961      | 27. prosince 1967  | zničena   |
| 45/1   | Zenit, Irtyš (plán), Sojuz 6 (plán)                    | 13. dubna 1985     | 26. prosince 2017~ | aktivní   |
| 45/2   | Zenit                                                  | 22. května 1990    | 4. října 1990      | zničena   |
| 81/23  | Proton-K                                               | 16. července 1965  | 27. března 2004    | neaktivní |
| 81/24  | Proton-M                                               | 22. listopadu 1967 | 5. srpna 2019~     | aktivní   |
| 90/19  | Ciklon-2                                               | 5. listopadu 1963  | 9. prosince 1997   | neaktivní |
| 90/20  | Ciklon-2                                               | 24. září 1964      | 25. června 2006    | aktivní   |
| 109/95 | Dněpr                                                  | 4. července 1974   | 21. června 2010    | aktivní   |
| 110/37 | N-1, Eněrgija                                          | 26. června 1971    | 15. listopadu 1988 | neaktivní |
| 110/38 | N-1                                                    | 21. února 1969     | 3. července 1969   | zničena   |
| 200/39 | Proton-K, Proton-M                                     | 20. února 1980     | 30. května 2019~   | aktivní   |
| 200/40 | Proton-K                                               | 23. července 1977  | 31. března 1991    | neaktivní |
| 250    | Eněrgija                                               | 15. května 1987    | 15. května 1987    | neaktivní |

Přes 70 000 specialistů a jejich rodin (stav 2002) žije a pracuje v městě Bajkonur.

### Muzeum

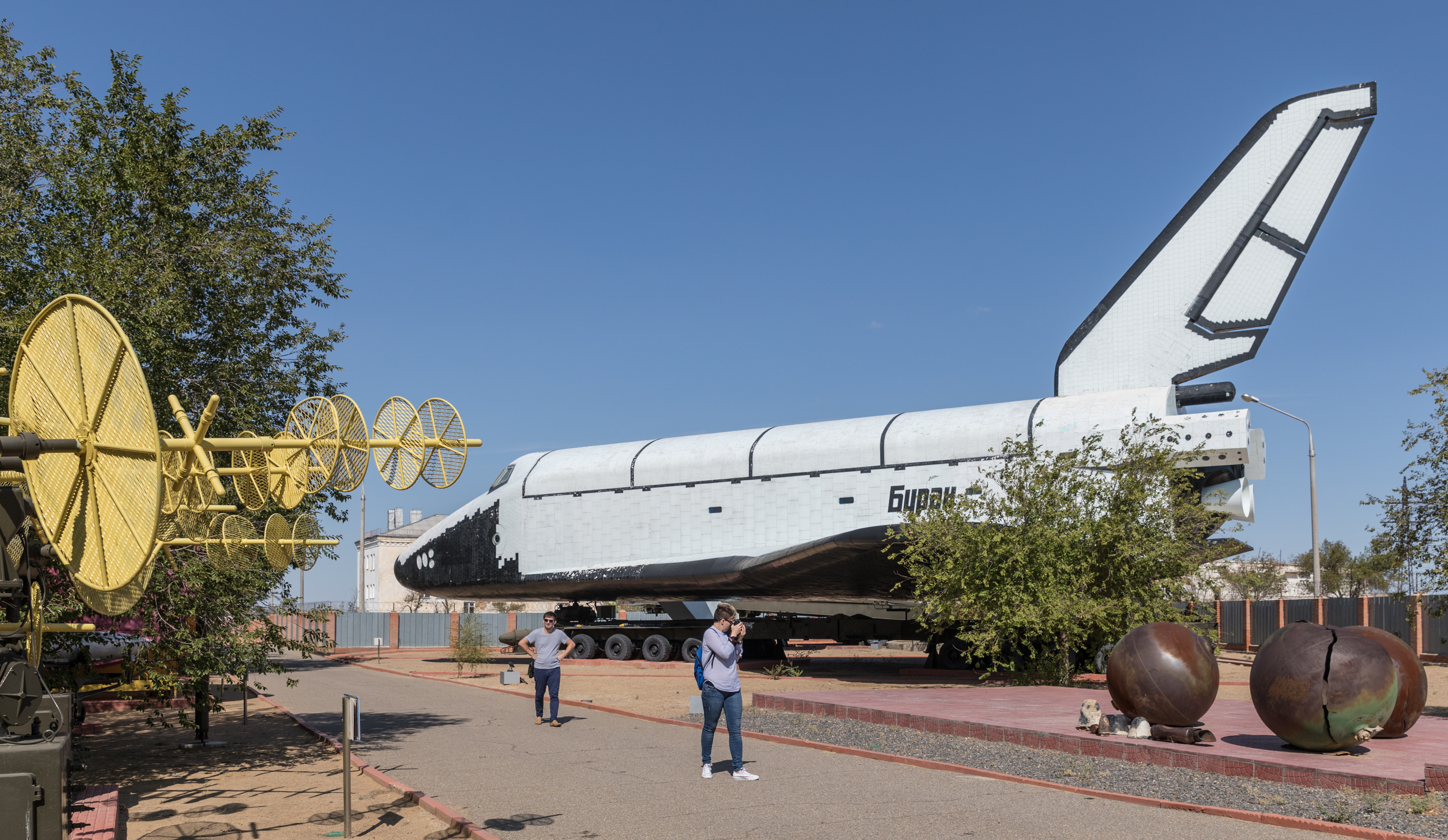
Testovací model Buran OK-M v Bajkonurském muzeu

Na kosmodromu Bajkonur se nachází malé muzeum vedle dvou malých domků, bývalých rezidencí Sergeje Koroljova a Jurije Gagarina. Obě chaty byly zachovány a jsou součásti muzea, které je domovem sbírky kosmických artefaktů. Renovovaný testovací exemplář ze sovětského programu Eněrgija-Buran stojí vedle vchodu do muzea. Součástí muzea jsou také fotografie související s historií kosmodromu včetně obrazů všech kosmonautů. Každá posádka každé expedice zahájené z Bajkonuru zde zanechává podepsanou fotografii celé posádky, která je vystavena za sklem.
Muzeum má také mnoho předmětů souvisejících s Gagarinem, včetně pozemního ovládacího panelu z jeho letu, jeho uniformy a půdy z místa přistání, které se uchovaly ve stříbrném kontejneru. V jedné z muzejních místností se nachází také starší verze návratové kapsle kosmické lodi Sojuz.

## Ohlas v kultuře
České ohlasy historicky nejvýznamnějšího sovětského kosmodromu nalézáme v názvu alba skupiny Mňága a Žďorp z roku 1997 nebo ve skladbě Bajkonur z alba 15 let jsem Na Kovárně na plech hudební skupiny Tři sestry.

## Galerie

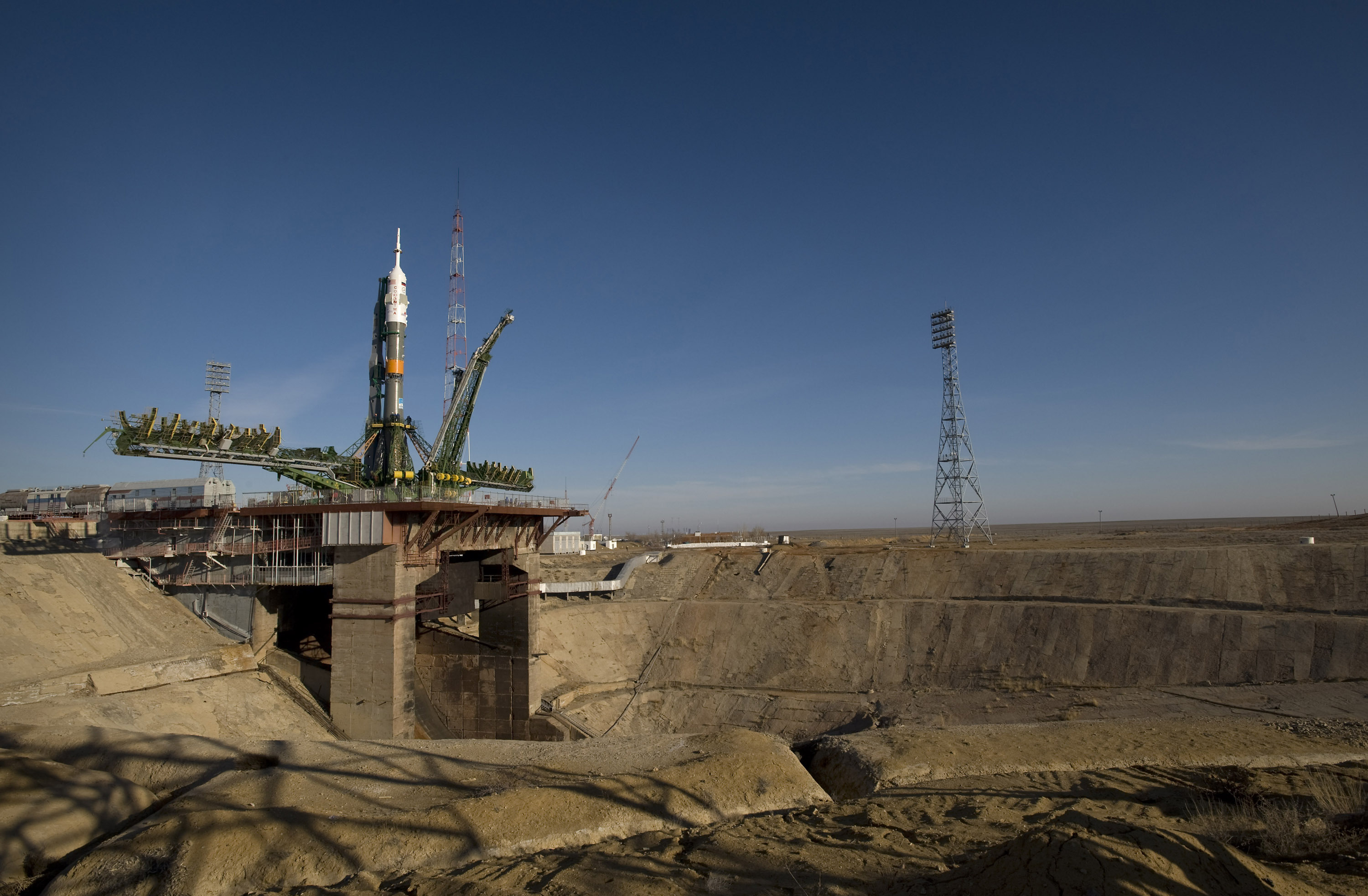
Sojuz-FG s kosmickou lodí Sojuz TMA-14 na odpalovací rampě 1/5
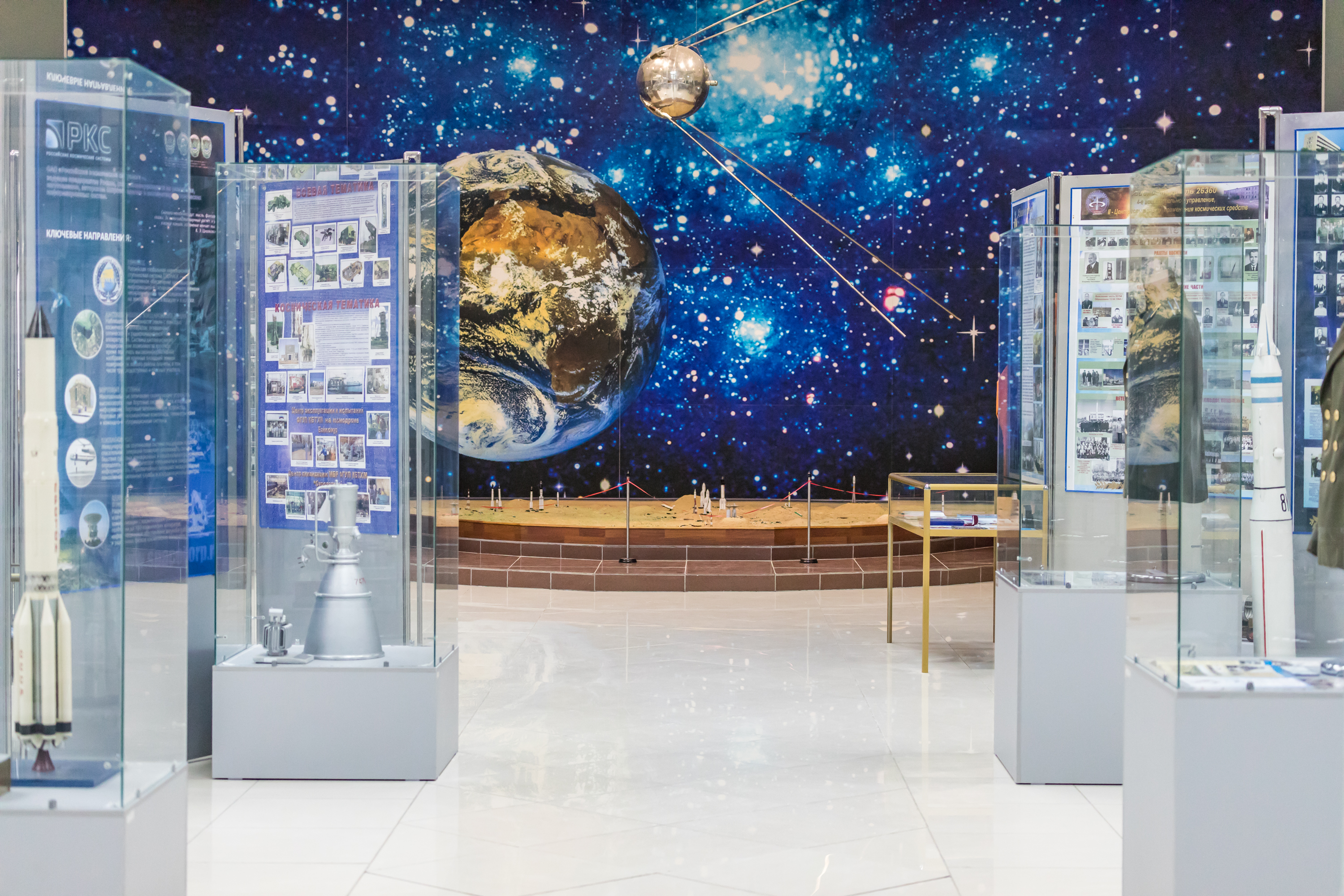
Muzeum
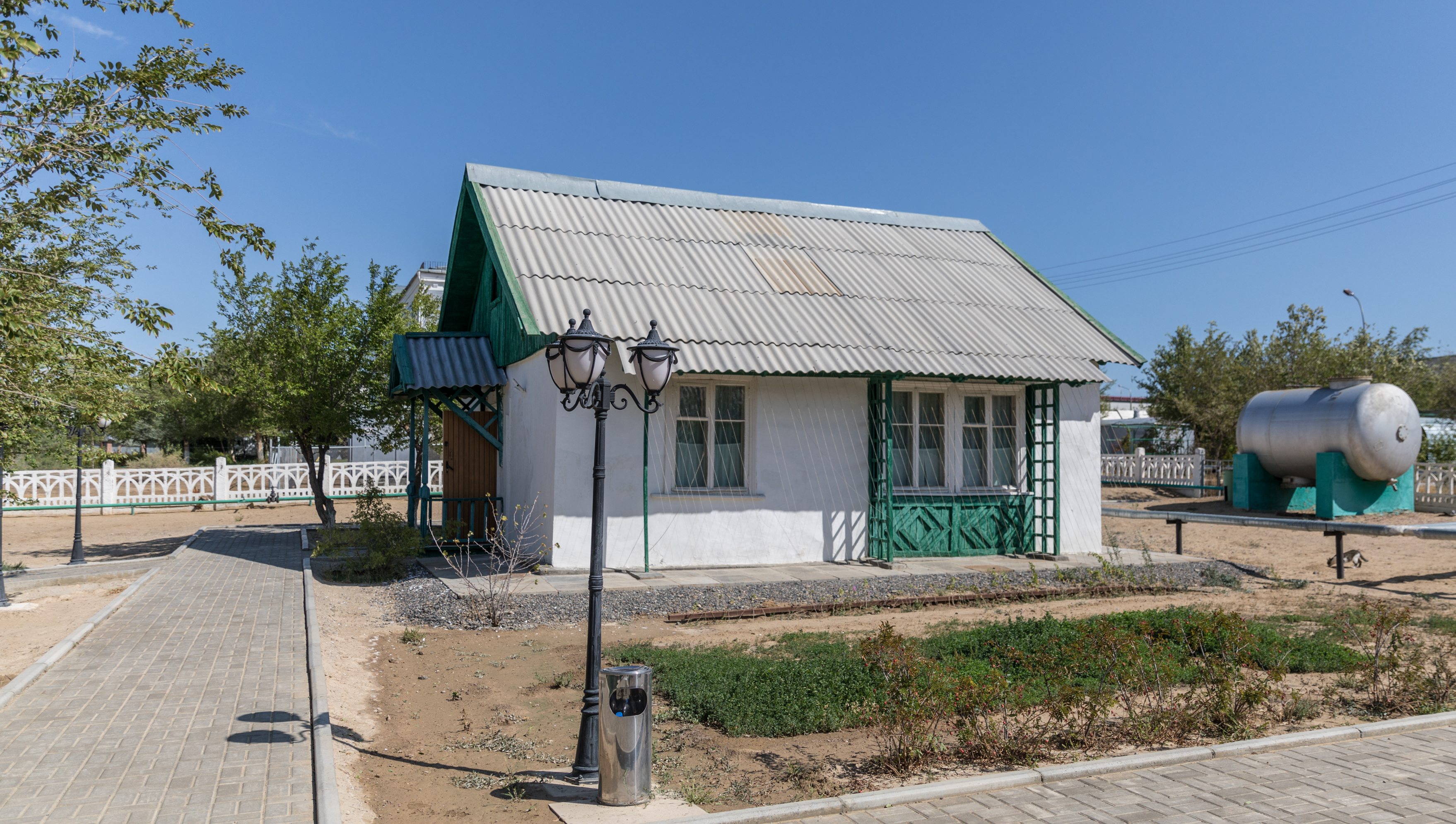
Koroljovův domek
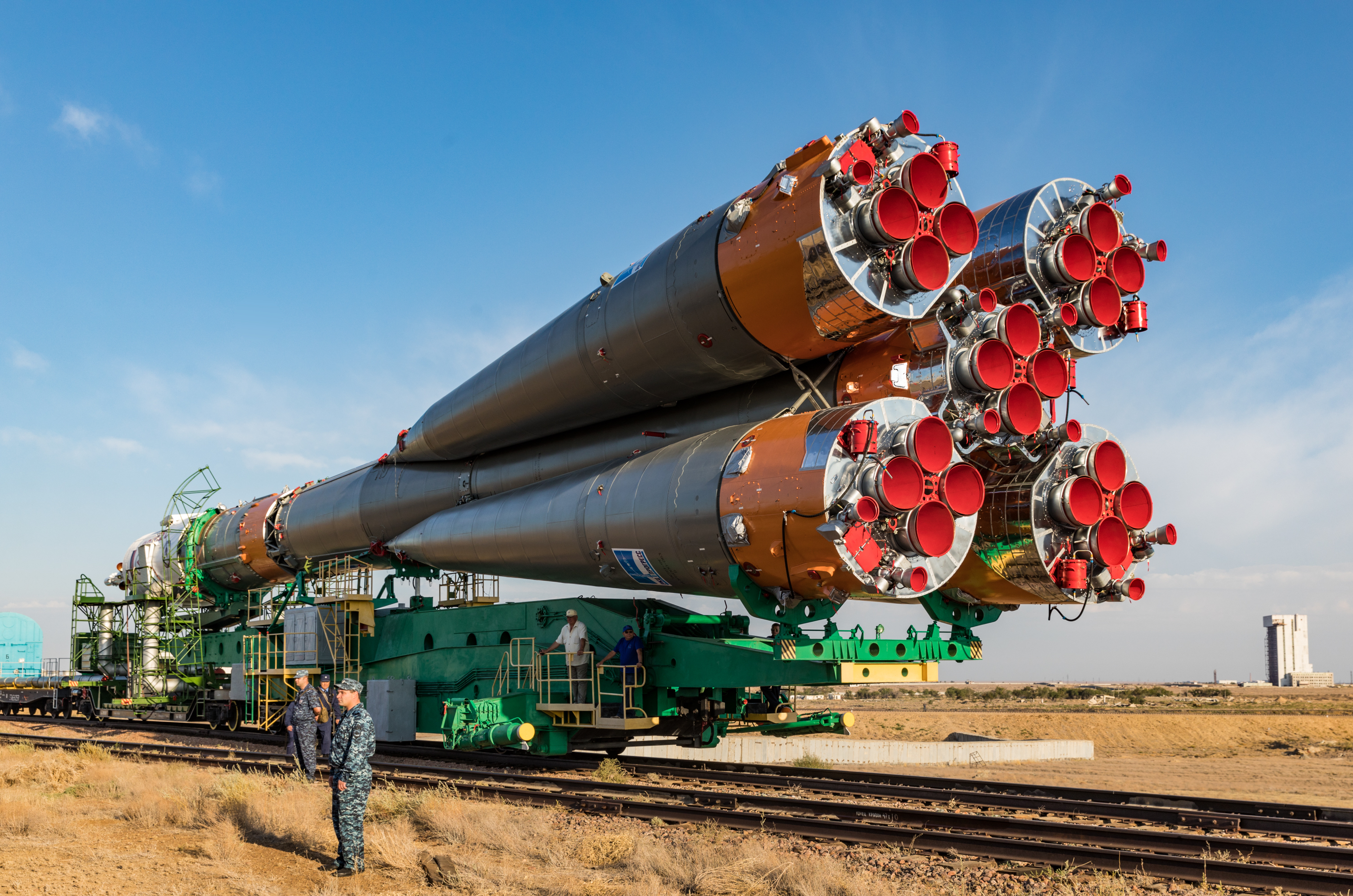
Vývoz rakety Sojuz-FG s kosmickou lodí Sojuz MS-06
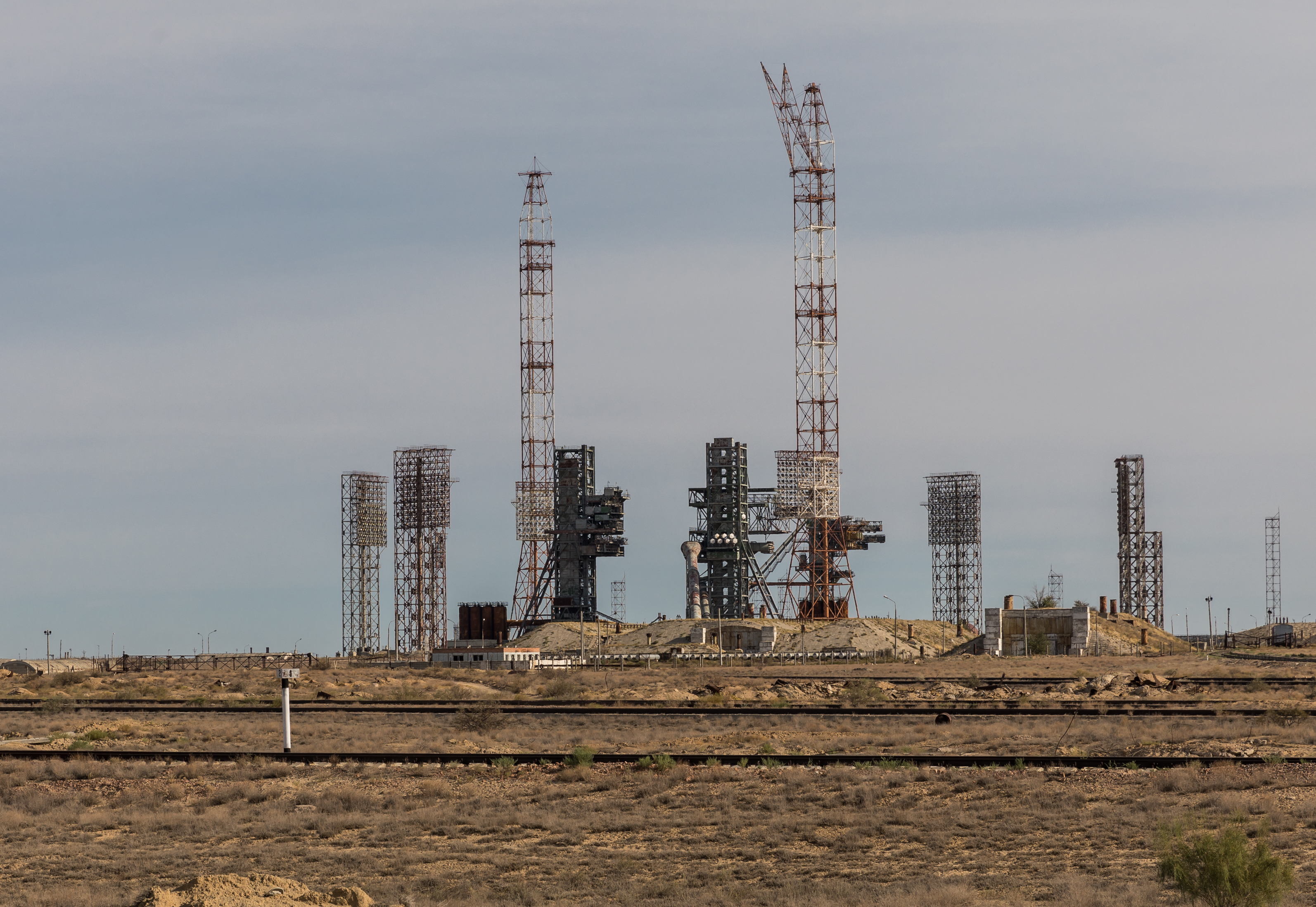
Komplex 110/37 pro raketu Eněrgija